# تپه گدک
تپه گدک مربوط به دوران‌های تاریخی پس از اسلام است و در شهرستان تاکستان، بخش ضیاء آباد، شمال غرب قراجه قیا واقع شده و این اثر در تاریخ ۲۸ فروردین ۱۳۸۰ با شمارهٔ ثبت ۳۷۴۸ به‌عنوان یکی از آثار ملی ایران به ثبت رسیده است.